# Аржантјер ла Бесе
Аржантјер ла Бесе (фр. Argentière-la-Bessée) насеље је и општина у југоисточној Француској у региону Прованса-Алпи-Азурна обала, у департману Горњи Алпи која припада префектури Бријансон.
По подацима из 2011. године у општини је живело 2.322 становника, а густина насељености је износила 35,97 становника/km². Општина се простире на површини од 64,55 km². Налази се на средњој надморској висини од 976 метара (максималној 3.243 m, а минималној 945 m).

## Демографија
| 1962. | 1968. | 1975. | 1982. | 1990. | 1999. | 2011. |
| ----- | ----- | ----- | ----- | ----- | ----- | ----- |
| 2.238 | 2.395 | 2.434 | 2.497 | 2.191 | 2.289 | 2.322 |

График промене броја становника у току последњих година